# 笑岩德宝
笑岩德宝（1512年—1581年）原名月心，法名德宝，号笑岩。是明代禅宗之临济宗的高僧，为临济宗第二十八代祖，被称为明中叶高僧之一，清朝后尊称为笑祖或宝祖。 笑岩德宝是北京人，俗姓吴，正德七年（1512年）出生，二十二岁在河南广慧院出家并剃度，拜大寂能禅师为师。于龙泉寺临济总二十七代祖无闻聪禅师处得法。 笑岩著作有《月心语录》（又称《笑岩集》，因分南集两卷和北集两卷，又称《南北集》）等。
许多高僧都曾向笑岩德宝问道，包括晚明四大高僧的云栖袾宏、紫柏真可、憨山德清。
笑岩德宝晚年是在北京西城柳巷的庙宇度过的。明万历九年（1581年），笑岩德宝圆寂，将衣钵传给幻有正传禅师，在西直门外小西门建墓塔，顺治年间扩建成塔院，称为笑祖塔院。每年都有很多临济宗弟子到笑祖塔院进行祭拜，成为了北京一项习俗，称为“三月三转塔”。 1966年，笑祖塔院在文化大革命中被毁，现仅存古柏、石碑等物，是北京市海淀区区级文物保护单位。